# Municipio de Elizabeth (Illinois)
El municipio de Elizabeth (en inglés: Elizabeth Township) es un municipio ubicado en el condado de Jo Daviess en el estado estadounidense de Illinois. En el año 2010 tenía una población de 1111 habitantes y una densidad poblacional de 11,63 personas por km².

## Geografía
El municipio de Elizabeth se encuentra ubicado en las coordenadas 42°19′00″N 90°16′56″O / 42.31667, -90.28222. Según la Oficina del Censo de los Estados Unidos, el municipio tiene una superficie total de 95.54 km², de la cual 95,52 km² corresponden a tierra firme y (0,02 %) 0,02 km² es agua.

## Demografía
Según el censo de 2010, había 1111 personas residiendo en el municipio de Elizabeth. La densidad de población era de 11,63 hab./km². De los 1111 habitantes, el municipio de Elizabeth estaba compuesto por el 98,2 % blancos, el 0,45 % eran afroamericanos, el 0,18 % eran amerindios, el 0,09 % eran de otras razas y el 1,08 % eran de una mezcla de razas. Del total de la población el 0,63 % eran hispanos o latinos de cualquier raza.